# Bokanaujjor
Bokanaujjor är en holme i Marshallöarna.   Den ligger i kommunen Kwajalein, i den västra delen av Marshallöarna, 500 km väster om huvudstaden Majuro. Bokanaujjor ligger 11 meter över havet. Arean är 0,31 kvadratkilometer.
Terrängen på Bokanaujjor är mycket platt. Den sträcker sig 0,5 kilometer i nord-sydlig riktning, och 1,2 kilometer i öst-västlig riktning.